# Per Stenius (kemist)
Per Stenius, född 29 april 1938 i Helsingfors, Finland, är en finlandssvensk kemist, professor emeritus, bosatt i Sverige.

## Biografi
Stenius disputerade 1973 vid Åbo Akademi. Han var lärare och senare tillförordnad professor vid Åbo Akademi 1966-1977. 1977-1991 var han chef för Ytkemiska Institutet i Stockholm och var under denna period även adjungerad professor i ytkemi vid Kungliga Tekniska högskolan.
1991 utnämndes han till professor i träförädlingens fysikaliska kemi vid Tekniska högskolan i Helsingfors och stannade där till sin pensionering 2003. Han föreläste som gästprofessor vid Universitetet i Bergen 1997-1999. 2003-2008 var han adjungerad professor vid Norges teknisk-naturvitenskapelige universitet.
Stenius vistades som gästforskare vid School of Chemistry, University of Bristol, september 1968- juni 1969 och vid Pulp and Paper Research Institute of Canada, Montreal, 1974-75 samt för kortare tider vid universitet i Moskva, Maribor och Clarkson University, Potsdam, USA.  
Stenius är sedan 1979 utländsk ledamot av svenska Ingenjörsvetenskapsakademien och invaldes 1984 som utländsk ledamot av Kungliga Svenska Vetenskapsakademien, klassen för teknik.
Han är lnvaldes i Svenska Tekniska Vetenskapsakademin i Finland  1986 och i Finska Vetenskaps-Societeten 1994. Per Stenius var 2005-2008 vetenskaplig och 2018-19 chefredaktör för Nordic Pulp and Paper Research Journal.
Stenius har redigerat fem böcker och publicerat ca 350  artiklar inom ytkemi och träförädling i vetenskapliga tidskrifter och konferenspublikationer med vetenskapligt granskningsystem. 
Per Stenius är son till filosofen Erik Stenius och Eva Stenius, född Sundvall.